# Voúla Zoubouláki
Voúla Zoubouláki (grec moderne : Βούλα Ζουμπουλάκη), née Paraskevi Zouboulaki le 24 septembre 1924 au Caire et morte le 7 septembre 2015 à Athènes, est une actrice grecque.

## Biographie
Née en Égypte, elle grandit à La Canée, en Crète, puis étudie à l'école de Droit d'Athènes, avant de suivre les cours de l'École nationale de théâtre et du Conservatoire national.

### Théâtre
En 1951, elle épouse le comédien Dimítris Myrát. Au sein de la troupe de son mari, elle joue dans de nombreuses pièces de théâtre dans les années 1950 à 1980. Après la mort de Myrat, en 1991, elle collabore avec le Théâtre national et avec le Théâtre moderne de Giorgos Mesalas.

### Cinéma
Au cinéma, ses prestations sont remarquées dans Stella, femme libre, son premier film (1955), et dans Les Athéniens, son dernier (1990).
En 1966, elle reçoit le prix de la meilleure actrice au Festival de Thessalonique pour sa prestation dans Syntomo dialeimma.

## Filmographie
- Stella, femme libre (1955)
- Mono gia mia nyhta (1958)
- Karagiozis, o adikimenos tis zois (1959)
- Eimai athoos (1960)
- Iligos (1963)
- Diogmos (1964)
- Ohi, ...kyrie Johnson (1965)
- Syntomo dialeimma (1966)
- Oi Athinaioi (1990)